# Kobudó kvaj
A Kobudo stílusok az okinawai nép harcművészeteként váltak ismertté a világban. E stílusokban különböző (több tucat) mezőgazdasági eszközöket használnak fegyverként. Ezek közül a legismertebbek: bo (bot), sai, tonfa, kama és a filmekből is jól ismert nuncsaku. 
A Kobudo Kwai rendszerekben a tanulók maguk döntik el, hogy mely eszközzel (eszközökkel) kívánnak foglalkozni és az adott eszközzel különböző vizsgákat tesznek. Itt az eredeti Kobudo Kwai rendszert és annak kibővített, hazánkban is elérhető, tökéletesített változatát ismerhetjük meg.

## Kobudo Kwai
A Kobudo Kwai-t, mely több jutsut foglal magában a 70-es években dr. Georg Stiebler alapította meg Németországban. E jutsu-k mindegyike önálló vizsgáztatási rendszerrel rendelkezik, egy-egy eszköz köré épülve. A következő stílusok tartoztak ide: 
hanbo-jutsu, 
bo-jutsu, 
tonfa-jutsu, 
kama-jutsu és a 
sai-jutsu. 
Máig is ez az öt stílus gyakorolható több európai országban és a tanulók maguk döntik el, hogy mely eszközzel kívánnak foglalkozni a Kobudo-n belül.

## Kobudo Kwai VIP
A Kobudo Kwai VIP 1995-ben alakult Szlovákiában Petres Viliam sensei vezetésével. A mester a német Kobudo Kwai és a japán IMAF (International Martial Arts Federation) tagjaként, Japánból való visszatérését követően az eredeti német programba beépítette a nuncsaku-jutsu és tinbei-jutsu stílusokat (ide tartozik a rochin és a tatami tempai használata is) és lágy technikákkal egészítette ki az összes jutsu anyagát, az Aikido és Ju jutsu rendszeréből integrálva. Ma már a santetsukon-jutsu és a kusarigama-jutsu is a program része.

## Eszközöket használatuk szerint három csoportra osztják
1 – Szálfegyverek (Single): két kézzel használt eszközök, tehát egyszerre egy eszközzel dolgozunk (Bo, Hanbo, Sansetsukon, Kuwa, Jo, Tessen), mert nehéz vagy túl hosszú lenne egy kézzel tartva a fegyver.
2 – Páros fegyverek (Twins): egy fegyvert egy kézzel fogunk, így egyszerre kettővel dolgozunk (Tonfa, Sai, Tekko, Kama stb.).
3 – Kombinált eszközök (Combined): egy és két kézzel is használható eszközök, tehát egyszerre egy vagy kettő fegyverrel dolgozunk (Surujin, Tinbe, Kusarigama, Tanbo). Ez függ a fegyver anatómiájától is. Például a Tinbe és a Rochin nagyon különböző formájú, párban használt eszközök. A Kusarigama eredetileg két önálló eszközből származtatható, ezek a sarló és a lánc (kötél).
Az a tanuló, aki legalább két különböző (más csoportba tartozó) jutsuban is vizsgázik, automatikusan a vizsgák számának megfelelően Kobudo fokozatot is kap. Így legfeljebb az 5. dan fokozatig lehet eljutni egy bizonyos fegyver stílusában. A rendszernek több változata is megtalálható Európában és a világon. A Kobudo Kwai VIP programjában a kemény (Katai) formától a lágy (Ju) formához vezet az út, ahol már nincsenek ütések és rúgások, inkább forgó feszítések és dobások. A legmagasabb szint, amikor teljes kontrollt gyakorolunk a támadó felett (total control of opponent), azaz megállítjuk és mozgatjuk.

## A Kobudo Kwai VIP programba tartozó főbb stílusok
- Bo-jutsu
- Hambo-jutsu
- Sai-jutsu
- Nuncsaku-jutsu
- Tonfa-jutsu
- Tinbei-jutsu
- Kama-jutsu
- Santetsukon-jutsu
- Kusarigama-jutsu